# Plectrurus guentheri
Espèce
Statut de conservation UICN

 DD  : Données insuffisantes
Plectrurus guentheri est une espèce de serpents de la famille des Uropeltidae.

## Répartition
Cette espèce est endémique du sud des Ghats occidentaux en Inde,.

## Étymologie
Cette espèce est nommée en l'honneur du zoologiste Albert Charles Lewis Günther (1830-1914).

## Publication originale
- Beddome, 1863 : Descriptions of new species of the family Uropeltidae from Southern India, with notes on other little-known species. Proceedings of the Zoological Society of London, vol. 1863, p. 225-229 (texte intégral).